# Margaret Bourke-White

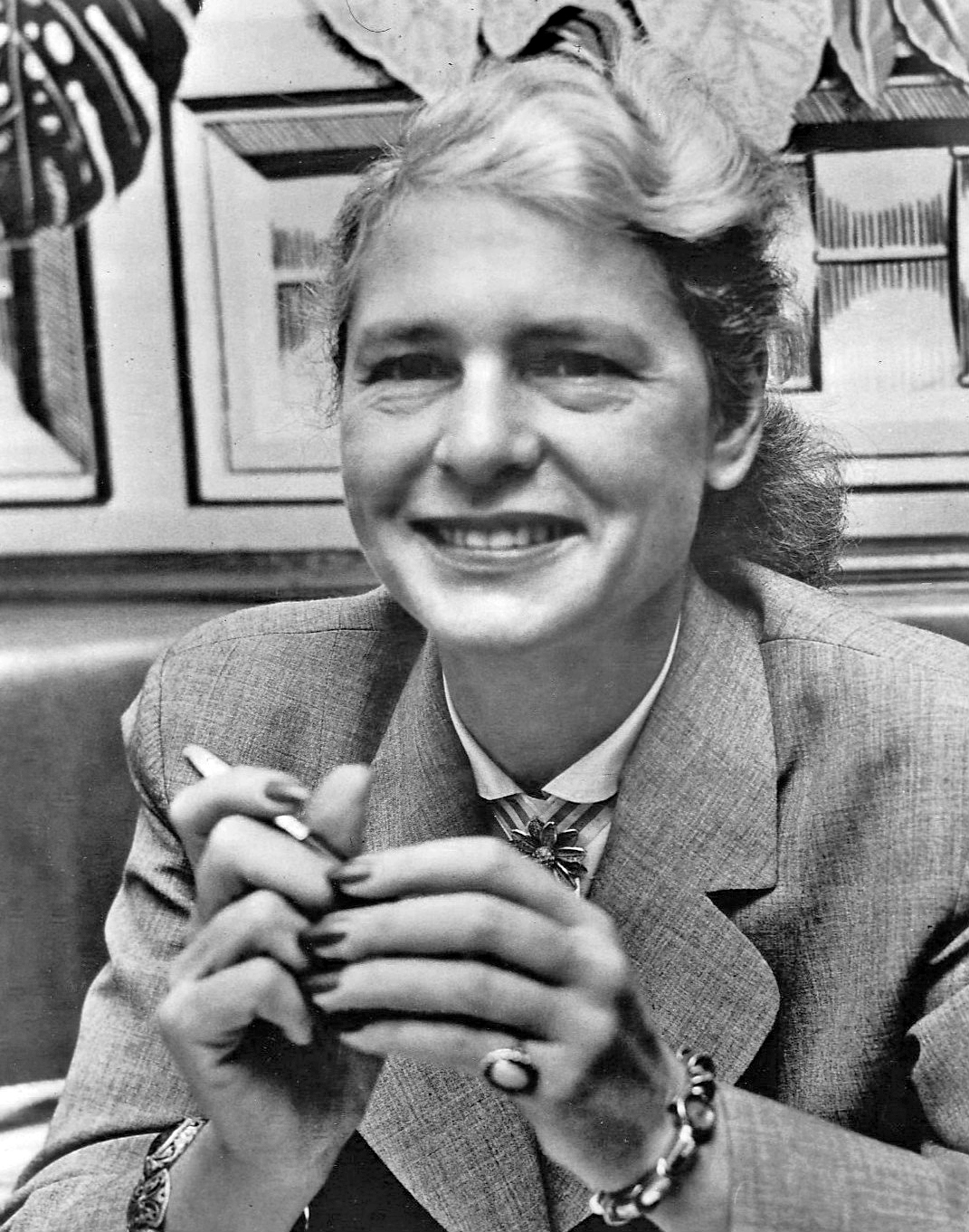
Margaret Bourke-White w 1955 r.

Margaret Bourke-White (ur. 14 czerwca 1904 w Bronksie, zm. 27 sierpnia 1971 w Connecticut) – amerykańska fotoreporterka. Pierwsza kobieta – fotoreporter wojenny czasu II wojny światowej.

## Życiorys
W 1922 rozpoczęła studia herpetologii na Uniwersytecie Columbia w Nowym Jorku. Kilkakrotnie zmieniała kierunki studiów. W tym czasie wyszła za mąż, jednak wkrótce rozwiodła się. Po ukończeniu jednego wydziału postanowiła zostać fotografem przemysłowym i założyła własne małe studio. Poświęciła wiele czasu na nauczenie się sztuki fotografii. Jej pierwszym zleceniem było wykonanie zdjęć świeżo wybudowanej szkoły. W 1929 została asystentem w studio magazynu „Fortune”. Następnie współpracowała z wieloma pismami. Wyszła za mąż za pisarza Erskina Prestona Caldwella, lecz ponownie rozwiodła się.
Gdy Stany Zjednoczone przystąpiły do wojny, akredytowano ją jako korespondenta wojennego. Została przydzielona do angielskiego lotnictwa. Fotografowała inwazję w Afryce Północnej, bitwę o Monte Cassino, wyzwolenie jednego z obozów koncentracyjnych.
Około roku 1950 dotknęła ją choroba Parkinsona. Zmarła w 1971 w Ameryce, w stanie Connecticut.